# Tine Veenstra
Tine Veenstra (Hoorn, 20 mei 1983) is een Nederlandse bobsleeër, die eerder als atlete actief was, met name op de meerkamp.

## Loopbaan
Reeds als veertienjarig atleetje bleek Veenstra goed mee te kunnen komen met de besten van haar leeftijdsgroep in Nederland en al in 1998 veroverde zij bij nationale jeugdkampioenschappen haar eerste bronzen medailles. Uiteindelijk werd zij in haar juniortijd in totaal zevenmaal Nederlands jeugdkampioene, waarvan driemaal op de meerkamp en bij het kogelstoten en speerwerpen elk tweemaal. Daarnaast verzamelde zij in die periode ook nog eens zestien zilveren en bronzen plakken. Misschien wel haar beste prestatie was echter haar vierde plaats op de zevenkamp tijdens de wereldkampioenschappen voor junioren in 2002. In het Jamaicaanse Kingston bleef zij met haar recordscore van 5653 punten minder dan 50 punten verwijderd van een bronzen plak in een wedstrijd, die werd gewonnen door Carolina Klüft, de latere olympische en meervoudige Europese en wereldkampioene op de zevenkamp.
Opvallend is dat Tine Veenstra reeds als jeugdige atlete haar latere bobslee-collega Esmé Kamphuis ontmoette, met wie zij op de atletiekbanen in de loop der jaren menig robbertje heeft gevochten. Bij de A-meisjes eiste het tweetal tijdens nationale kampioenschappen zelfs enkele malen de eerste twee plaatsen op de meerkamp voor zich op, waarbij Veenstra steevast als beste uit de bus kwam.
In 2004 kwam er een einde aan de atletiekaspiraties van Tine Veenstra, die sinds 2007 actief is in het bobsleeën. Haar beste klassering in deze tak van sport tot nu toe is de twaalfde plaats in een Worldcuptoernooi in februari 2008. Samen met haar vroegere tegenstandster en tegenwoordige pilote Esmé Kamphuis plaatste remster Veenstra zich in de tweemansbob voor de Olympische Winterspelen 2010.
Veenstra, die in haar atletiektijd altijd lid is geweest van atletiekvereniging SAV uit Grootebroek, is in het dagelijks leven hoofdagent bij de politie.

## Persoonlijke atletiekrecords
Outdoor
| Onderdeel    | Prestatie | Datum            | Plaats         |
| ------------ | --------- | ---------------- | -------------- |
| 100 m        | 12,38 s   | 22 juni 2002     | Assen          |
| 200 m        | 25,16 s   | 19 juli 2002     | Kingston       |
| 100 m horden | 14,38 s   | 19 juli 2002     | Kingston       |
| hoogspringen | 1,71 m    | 19 juli 2002     | Kingston       |
| verspringen  | 5,55 m    | 26 mei 2002      | Emmeloord      |
| kogelstoten  | 13,37 m   | 7 september 2002 | Gladbeck       |
| speerwerpen  | 49,00 m   | 25 augustus 2002 | Bergen op Zoom |
| zevenkamp    | 5653 p    | 20 juli 2002     | Kingston       |

Indoor
| Onderdeel    | Prestatie | Datum            | Plaats   |
| ------------ | --------- | ---------------- | -------- |
| 60 m         | 7,87 s    | 12 februari 2000 | Gent     |
| 200 m        | 25,52 s   | 6 maart 1999     | Den Haag |
| 60 m horden  | 8,79 s    | 26 januari 2003  | Cardiff  |
| hoogspringen | 1,64 m    | 26 januari 2003  | Cardiff  |
| verspringen  | 5,57 m    | 26 januari 2003  | Cardiff  |
| kogelstoten  | 13,28 m   | 15 februari 2003 | Gent     |
| vijfkamp     | 3662 s    | 26 januari 2003  | Cardiff  |

## Palmares

### 60 m horden
- 2003: 5e ex aequo NK indoor - 8,84 s

### kogelstoten
- 2003: 5e NK indoor - 13,28 m

### vijfkamp
- 2003: 16e Meerkampinterland, Cardiff - 3662 p

### zevenkamp
- 2001: 12e EJK, Grosseto - 5293 p
- 2002: 4e WJK, Kingston (Jamaica) - 5653 p